# Mladen Dabanovič
Mladen Dabanovič (Maribor, 13 september 1971) is een voormalig profvoetballer uit Slovenië, die speelde als doelman gedurende zijn carrière. Hij kwam onder meer uit voor NK Maribor, NK Rudar Velenje en KSC Lokeren.

## Interlandcarrière
Dabanovič kwam in totaal 25 keer uit voor de nationale ploeg van Slovenië in de periode 1998-2003. Hij maakte zijn debuut onder leiding van bondscoach Srečko Katanec in de vriendschappelijke wedstrijd op 19 augustus 1998 tegen Hongarije (2-1) in Zalaegerszeg. Hij verving Marko Simeunovič in de rust, maar moest in de 86ste minuut van het veld na een rode kaart, uitgereikt door scheidsrechter Manfred Schüttengruber. Dabanovič nam met Slovenië deel aan het EK voetbal 2000 en het WK voetbal 2002.

## Erelijst
NK Maribor
- Beker van Slovenië

1992, 1994
 NK Rudar Velenje
- Beker van Slovenië

1998